# KEGG
KEGG (Kyoto Encyclopedia of Genes and Genomes) is een verzameling vrije databases die betrekking hebben op genomen, systeembiologie, ziekten, geneesmiddelen en biochemische stoffen. KEGG wordt gebruikt voor onderzoek en educatie in de bioinformatica, inclusief data-analyse in genomica, metagenomica, metabolomica en andere omics-gebieden, modellering en simulatie in systeembiologie en ontwikkeling van geneesmiddelen.
Het KEGG-databaseproject werd in 1995 gelanceerd door Minoru Kanehisa, professor aan het Institute for Chemical Research, Universiteit van Kioto, tijdens het toen lopende Japanse menselijkgenoomproject.  Hij voorzag de behoefte aan een geautomatiseerde informatiebron die gebruikt kon worden voor de biologische interpretatie van genoomsequentiegegevens en begon aan de ontwikkeling van de KEGG PATHWAY-database. Hierin werd experimentele kennis over metabolisme en verschillende andere functies van de cel vastgelegd.